# Mátthia Cố Chinh
Mátthia Cố Chinh (sinh 1937, tiếng Trung:顧征, tiếng Anh:Matthias Gu Zheng) là một giám mục người Trung Quốc của Giáo hội Công giáo Rôma. Ông hiện đảm nhận chức vị Giám mục Tông Tòa Hạt Phủ doãn Tông Tòa Tây Ninh.